# 1996年アトランタオリンピックのモロッコ選手団
1996年アトランタオリンピックのモロッコ選手団（1996ねんアトランタオリンピックのモロッコせんしゅだん）は、1996年7月19日から8月4日にかけてアメリカ合衆国のジョージア州アトランタで開催された1996年アトランタオリンピックのモロッコ選手団、およびその競技結果。

## 概要
今大会は銅メダル2個、合計2個のメダルを獲得した。

## メダル
| メダル | 選手名           | 競技 | 種目       |
| ------ | ---------------- | ---- | ---------- |
| 銅     | ハリド・ブーラミ | 陸上 | 男子5000m  |
| 銅     | サラ・ヒスー     | 陸上 | 男子10000m |